# Mrk 1337
LEDA/PGC 43690 ist eine Balken-Spiralgalaxie mit ausgedehnten Sternentstehungsgebieten im Sternbild Jungfrau auf der Ekliptik. Sie ist schätzungsweise 109 Millionen Lichtjahre von der Milchstraße entfernt und bildet gemeinsam mit PGC 43679 das wechselwirkende Galaxienpaar Holm 476.
Im selben Himmelsareal befinden sich u. a. die Galaxien NGC 4770, PGC 43636, LEDA 183375, LEDA 985877.